# IC 2718
IC 2718 је спирална галаксија у сазвјежђу Лав која се налази на листи објеката дубоког неба у Индекс каталогу.
Деклинација објекта је + 12° 1' 21" а ректасцензија 11h 19m 20,9s. Привидна величина (магнитуда) објекта IC 2718 износи 14,5 а фотографска магнитуда 15,3. IC 2718 је још познат и под ознакама CGCG 67-55, PGC 34644.